# Олтмен (Колорадо)
Олтмен (англ. Altman) — город-
призрак в округе Теллер, штат Колорадо, США.

Город был назван в честь Сэма Альтмана, который построил на данной территории завод. Работники его предприятия участвовали в протестах в 1894 году, следствием чего была дурная слава, как о головорезах:
Рассказывают, что когда-то физическое насилие было настолько распространенным явлением, что один гробовщик предложил скидки, если все убийства были бы совершены в субботу. В свое время Ольтмен был самым высоким зарегистрированным городом в Соединенных Штатах. Город занимал всю вершину холма, имел ряд гостиниц, ресторанов и салонов. Шахта «American Eagle» доминировала на этом месте и до сих пор остается таковой, поскольку сохранилось лишь несколько остатков зданий города

## Пожар
Большая часть города была уничтожена пожаром 24 мая 1903 года, который начался с утра. Полиция так и не огласила всех деталей. По информации пожарной службы, загорание началось в отеле города, где из-за коллекторов и прочих факторов не были проведены спасательные работы. Сгорели ратуша ( разрушена полностью), здание бакалейной компании, почты, также резиденции обеспеченных семей и бедняков («Кроме того, около двенадцати из пятнадцати хижин и «лачуг» были либо полностью разрушены, либо получили повреждения. Убытки в данных случаях составят 5000 долларов».)